# كأس العراق 1982–83
فاز بهذه النسخة من بطولة لكأس العراق نادي الجيش بعد فوزه في المباراة النهائية على نادي الشباب (2-1).